# Малая Разночинная улица
Малая Разночи́нная улица — улица в Петроградском районе Санкт-Петербурга. Проходит от Малого проспекта Петроградской стороны до Чкаловского проспекта.

## История
Современное название Малая Разночинная улица известно с 1797 года, дано по расположенной здесь слободе, в которой проживали выходцы из разных сословий, занимавшиеся умственным трудом, так называемые разночинцы. Параллельно ходили названия Малая Разночинская улица и Разночинная улица.

## Достопримечательности
- Школа № 50 (дом 4)
- «Чкаловские» бани (бывшие «Разночинные» или «Геслеровские») — Чкаловский проспект, дом 12